# یکسوسازی فعال

افت ولتاژ در یک دیود و یک ماسفت. ویژگی مقاومت-حالت-روشن کم ماسفت تلفات اهمی را در مقایسه با یکسوساز دیودی کاهش می‌دهد (در این مورد زیر ۳۲ آمپر)، که افت ولتاژ قابل توجهی را حتی در سطوح جریان بسیار پایین نشان می‌دهد. موازی کردن دو ماسفت (منحنی صورتی) تلفات را بیشتر کاهش می‌دهد، درحالی که موازی کردن چندین دیود به‌طور قابل توجهی افت ولتاژ مستقیم را کاهش نمی‌دهد.

یک‌سوسازی فعال (به انگلیسی: Active rectification) یا یکسوسازی هم‌زمان (به انگلیسی: synchronous rectification) روشی است برای بهبود بازدهی یک‌سوسازی با جایگزین کردن دیود با سوئیچ‌های فعال کنترل‌شده ازجمله ترانزیستورها، ماسفت‌ها و بی‌جی‌تیها.

## انگیزه
ولتاژ ثابتی که بر روی پیوند p-n دیود افت می‌کند معمولاً بین ۰٫۷ و ۱٫۷ ولت می‌باشد که سبب اتلاف توان در دیود می‌شود. در مبدل‌های با ولتاژ پایین (معمولاً ۱۰ ولت یا کمتر) ولتاژی که بر روی دیود افت می‌کند (بسته به جریان دیود معمولاً ۰٫۷ ولت تا ۱ ولت برای دیود سیلیکونی) تأثیر نامطلوبی در بازدهی دارد. یک راه‌حل ساده استفاده از دیودهای شاتکی است که افت ولتاژ پایین‌تری دارند (حدود ۰٫۳ ولت). بااین‌حال حتی یک‌سوسازهایی که از دیودهای شاتکی استفاده می‌کنند نیز در مواردی که ولتاژهای پایین و جریان‌های بالا لازم است توان قابل توجهی را تلف می‌کنند. به‌عنوان‌مثال در مواردی که تغذیه برای پردازشگرهای کامپیوتر طراحی می‌شود که ولتاژ خروجی در حدود یک ولت و چندین آمپر موردنیاز است دیودهای شاتکی گزینه مناسبی برای یک‌سوسازی نخواهند بود. در این موارد یک‌سوسازی فعال ضروری است.

## شرح

یکسوسازی تمام‌موج فعال با دو ماسفت و یک ترانسفورماتور سَر وسط.

جایگزین کردن دیود با سوئیچ‌های فعال کنترل‌شده مانند ماسفت‌ها اصلی‌ترین قسمت یک‌سوسازی فعال است. ماسفت‌ها در حالت روشن دارای مقاومت RDS(on) بسیار کمی هستند. ماسفت‌ها را می‌توان با مقاومت در حدود ۱۰ میلی اهم یا حتی کمتر نیز ساخت؛ بنابراین ولتاژی که بر روی ماسفت افت می‌کند بسیار کمتر خواهد بود و در نتیجه توان کمتری تلف خواهد شد. بااین‌حال با توجه به قانون اهم در جریان‌های بالا افت ولتاژ بر روی ماسفت بیشتر از دیود خواهد شد. برای حل این مشکل می‌توان از موازی کردن چند ماسفت باهم استفاده کرد. مدار کنترل یکسوسازی فعال معمولاً از مقایسه گرها برای بررسی ولتاژ AC ورودی و روشن کردن ترانزیستور مربوطه جهت تعیین مسیر درست جریان استفاده می‌کند. زمان‌بندی در انجام این کار بسیار مهم است زیرا ممکن است با روشن شدن یک ترانزیستور قبل از اینکه ترانزیستور دیگر خاموش شود، باعث ایجاد اتصال کوتاه در مسیر ورودی شود. یکسوسازهای فعال همچنان به خازن‌های حذف ریپل DC که در یکسوسازهای غیرفعال استفاده می‌شوند احتیاج دارند. 

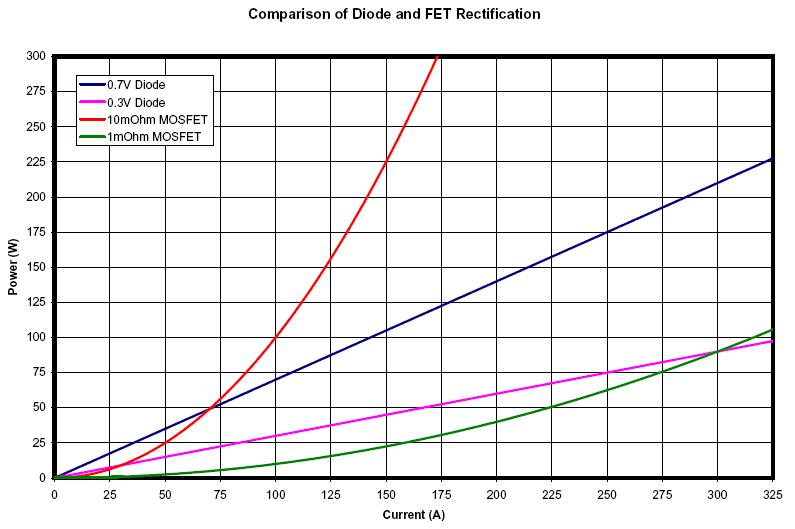
این نمودار میزان توان تلف شده در چهار دستگاه سیلیکونی مختلف را در محدوده وسیعی از جریان رسم می‌کند. ۱) دیود ۰٫۷ ولت (خط آبی)۲) دیود ۰٫۳ ولت (خط صورتی)
۳) ماسفت 10mΩ (خط قرمز)۴) ماسفت 1mΩ (خط سبز)

## دیود ایده‌آل
ماسفتی که به‌صورت فعال کنترل می‌شود به صورتی که در یک جهت روشن شده تا جریان عبور کند و در جهت دیگر جریان خاموش می‌شود تا جریانی از آن عبور نکند را می‌توان دیود ایده‌آل نامید. استفاده از دیودهای ایده‌آل باعث کاهش توان تلف شده در پنل‌های خورشیدی، محافظ باتری و یکسو کننده و در نتیجه کاهش اندازه برد و حذف گرماگیرها می‌شود.